# Joan Morris (Theologin)
Joan Morris (geb. 14. April 1901 in Hove, England; gest. 21. August 1988 in London) war eine britische katholische Theologin und Journalistin.

## Leben
Joan Morris studierte zunächst Kunst in England, Frankreich und Italien. Anschließend arbeitete sie als Kirchenmalerin. Zehn Jahre lebte sie in den USA, wo sie 1954 an der University of Notre Dame, Indiana, Theologie studierte mit dem Schwerpunkt der Liturgiegeschichte. Diese Studien schloss sie mit einem MA ab. 
In der Folge beschäftigte sie sich mit weiteren Teilgebieten der Kirchengeschichte und untersuchte insbesondere die Rolle der Frau in der Kirche. Im Zusammenhang mit dieser Arbeit schrieb sie Bücher und produzierte Filme, die sie in vielen Ländern vorführte. Sie hielt Vorträge in den Vereinigten Staaten und Kanada, daneben auch in Großbritannien sowie weiteren Ländern in Europa und dem Orient. Für die New Catholic Encyclopedia verfasste sie diverse Einträge, und zwar über die Ikonografie von Pfingsten, die Ikonographie der Heiligen sowie weitere Themen. 
Viele Jahre engagierte sie sich in der St. Joan’s international Alliance, einer Vereinigung, die sich für die Gleichberechtigung von Frauen in Kirche, Staat und Gesellschaft einsetzt.
Sie war eine engagierte Feministin, blieb dabei der Kirche treu. Die Ordination von Frauen war für sie ein wichtiges Ziel.
Ihr Archiv wird in der Fawcett Library in der  London Guildhall University (heute  London Metropolitan University) aufbewahrt.

## Veröffentlichungen
- Modern Sacred Art. Sands, London 1938.
- The Lady Was a Bishop: The Hidden History of Women with Clerical Ordination and the Jurisdiction of Bishops. MacMillan, London 1973.
  - Neuauflage: Against nature and God.T he history of women with clerical ordination and the jurisdiction of bishops. Mowbrays, London 1974.
- Pope John VIII – An English Woman alias Pope John. Vrai, London 1985 (über die Päpstin Johanna).